# Andrée Joly
Pour les articles homonymes, voir Joly et Brunet.
Andrée Joly, ou Andrée Brunet-Joly, ou Andrée Brunet (née le 16 septembre 1901 à Paris 3e et décédée le 30 mars 1993 à Boyne City dans le Michigan aux États-Unis), est une ancienne patineuse artistique française. Mariée avec Pierre Brunet, elle forme avec son époux le couple de patinage artistique le plus célèbre de l'avant-guerre. On leur doit les premiers portés (à une main). Leurs performances sportives et artistiques leur valent de nombreuses médailles mondiales et olympiques dont deux titres olympiques en couple en 1928 et 1932.

## Biographie

### Carrière sportive

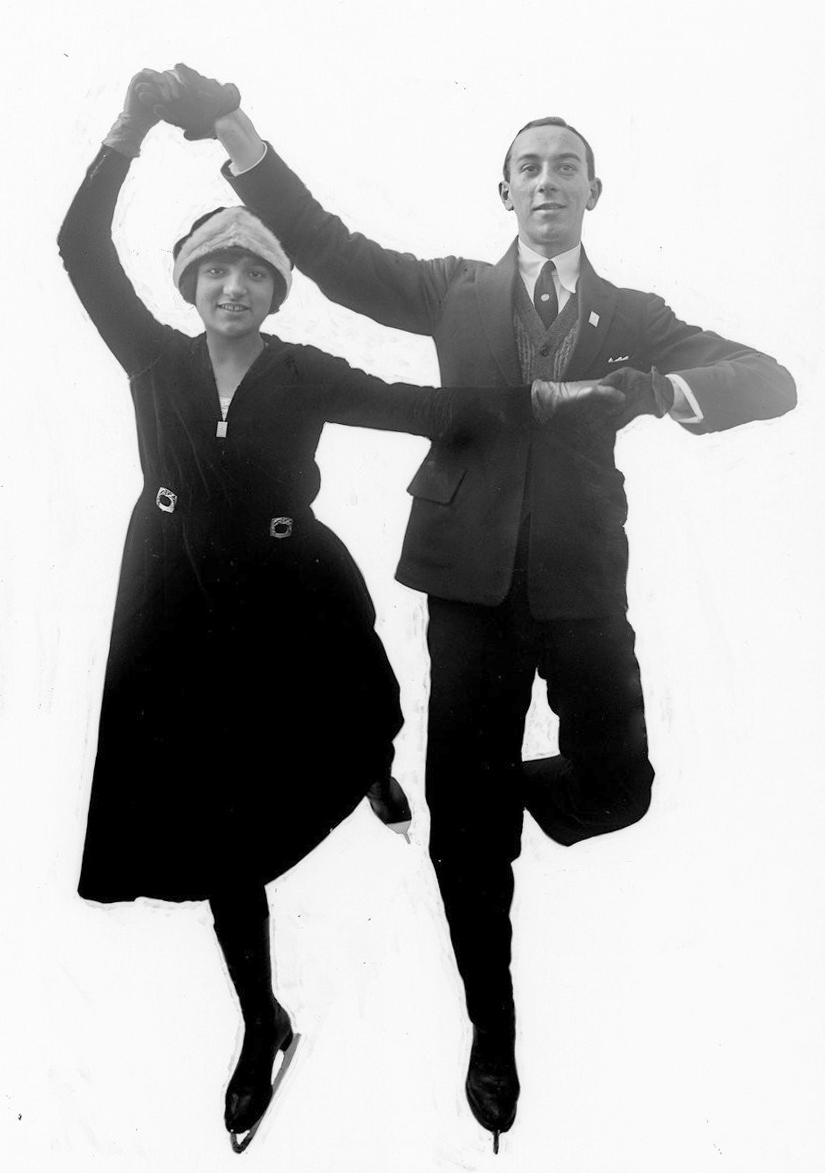
Andrée et Pierre Brunet en 1922.

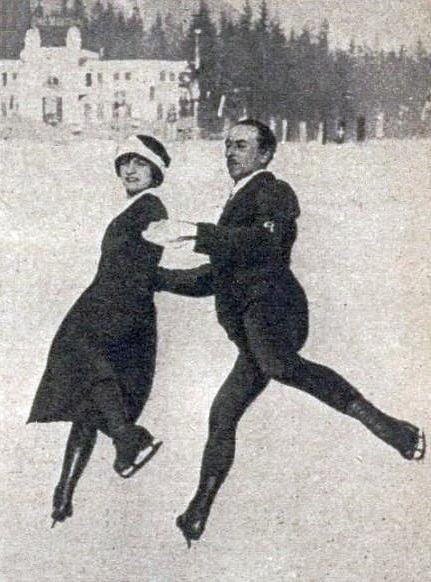
Andrée Joly et Pierre Brunet, troisièmes des JO de 1924 à Chamonix.

Quelques mois avant les Jeux olympiques de 1924, Andrée Joly rencontre Pierre Brunet alors qu'ils gagnent chacun de leur côté le titre de champion de France individuel de patinage au Palais des Glaces de Paris,. Le champion de France lui propose de disputer ensemble les épreuves en couple, ce qu'elle accepte. Intimidée dans l'épreuve individuelle des Jeux olympiques d'hiver, Joly ne termine qu'à la cinquième place avant de se racheter en couple avec Pierre Brunet pour obtenir une médaille de bronze, innovant déjà sur la glace avec des figures inédites,.
Invaincue en France depuis cinq années, celle qui pratique le patinage avec ferveur depuis la fin de la Première Guerre mondiale, est également une excellente nageuse. En 1926, Andrée Joly et Pierre Brunet se préparent pour les championnats du monde de patinage à Montana pendant trois semaines prises sur leurs vacances annuelles. Ils remportent le championnat du monde de patinage artistique de figures par couples. Le couple vient doter la France de son premier grand succès international en patinage. Il termine avec dix points d'avance sur leurs poursuivants grâce à une nouvelle méthode, un porté alors appelé le « saut de l'ange ».
Lors des Jeux olympiques de Saint-Moritz, elle remporte le titre olympique en compagnie de son partenaire dans la compétition de patinage en couple. Sans prendre de risque pour éviter toute chute, ils sont classés premiers par cinq juges, seconds par trois juges et quatrième par un juge. Impressionnée, elle est inférieure à sa réputation dans le concours des figures imposées et, même si elle suscite l'enthousiasme général lors de sa prestation libre, elle ne termine qu'à la dixième place.
Présent lors des fêtes de patinage en février 1929 au bois de Vincennes, organisés par L'Auto et le Journal, le couple fait le spectacle avec notamment des portés comme le tourbillon. Andrée Joly devient Andrée Brunet après le mariage du couple en 1929. L'année suivante, elle donne naissance à leur fils, Jean-Pierre, qui patine dès le plus jeune âge.
Aux Jeux olympiques d'hiver de 1932, elle conserve son titre olympique en couple en s'imposant avec Pierre par la virtuosité, l'harmonie, la cadence et la grâce de leur programme. Surclassant les six autres couples de la compétition, ils devancent de plus de 100 points leurs dauphins et sont célébrés par le public bien avant le verdict des sept juges.
Le 31 décembre 1933, Andrée Brunet est victime d'une chute dans un ravin avec son mari lors d'une randonnée à skis. Victime d'une fracture de la colonne vertébrale, un corset de plâtre lui enserre le buste pendant plusieurs mois.

### Reconversion
Devenue professionnelle avec son mari en 1936 à Londres puis à Toronto avant de s'installer avec lui aux États-Unis, d'abord à New York, devenant citoyenne américaine en 1942. Devenue entraîneuse, elle forme de nombreux champions américains comme Carol Heiss, Dorothy Hamill ou encore Scott Hamilton,.

## Palmarès

### En individuel
| Compétition             | 1921 | 1922 | 1923 | 1924 | 1925 | 1926 | 1927 | 1928 | 1929 | 1930 | 1931 | 1932 | 1933 | 1934 | 1935 |
| Jeux olympiques d'hiver |      |      |      | 5e   |      |      |      | 11e  |      |      |      |      |      |      |      |
| Championnats du monde   |      |      |      |      |      |      |      |      |      |      |      |      |      |      |      |
| Championnats d’Europe   |      |      |      |      |      |      |      |      |      |      |      |      |      |      |      |
| Championnats de France  | 1re  | 1re  | 1re  | 1re  | 1re  | 1re  | 1re  | 1re  | 1re  | 1re  |      |      |      |      |      |

### En couple artistique
Avec son partenaire Pierre Brunet
| Compétition             | 1921 | 1922 | 1923 | 1924 | 1925 | 1926 | 1927 | 1928 | 1929 | 1930 | 1931 | 1932 | 1933 | 1934 | 1935 |
| Jeux olympiques d'hiver |      |      |      | 3e   |      |      |      | 1re  |      |      |      | 1re  |      |      |      |
| Championnats du monde   |      |      |      |      | 2e   | 1re  |      | 1re  |      | 1re  |      | 1re  |      |      |      |
| Championnats d’Europe   |      |      |      |      |      |      |      |      |      |      |      | 1re  |      |      |      |
| Championnats de France  | 3e   | 3e   | 2e   | 1re  | 1re  | 1re  | 1re  | 1re  | 1re  | 1re  | 1re  | 1re  | 1re  |      | 1re  |

## Distinction
- Médaille de la Ville de Paris (1932)